# 湖南弹词
湖南弹词是流传在中国湖南省范围内的弹词艺术流派。

## 沿革
1180年（南宋淳熙七年），时任湖南安抚使的辛弃疾和诗人们泛舟长沙湘江，有歌妓弹奏琵琶、月琴等乐器。
辛弃疾写了一首《贺新郎》：“黄陵祠下山无数，听湘娥，泠泠曲罢，为谁情苦……愁为倩，么弦诉。”“么弦”即“幺弦”，是月琴、琵琶的第四弦。辛弃疾的这首词成了湖南弹词的被发现的最早文献记录。
湖南弹词成熟于清朝同治时期，在清朝和中华民国时期风行湘楚大地，长沙、益阳、湘潭、株洲、浏阳，是湖南弹词的主要传播城市。
当时，湖南弹词被称为“道情渔鼓”，简称“道情”，用渔鼓、筒板伴奏演唱。
道情渔鼓，可以是一个人弹月琴，一个人击打渔鼓、钹，这样两人对唱；也可以一个弹月琴独自唱。
平日，艺人只在城镇演唱，卖唱游街，秋收之后，艺人陆续下乡，串村演唱。
清朝戏剧家杨恩寿《坦园文录》记载：“1863年（清朝同治二年），长沙道情渔鼓艺人张跛演唱《刘伶醉酒》，‘以鼓板唱道情……惟妙惟肖’”。
1904年，清政府禁止艺人唱弹词，前期也曾禁止唱花鼓戏，原因是同盟会成员陈天华的《猛回头》进入了弹词唱本，艺人开口就是：“拿鼓板，坐长街，高声大唱；尊一声，众同胞，细听端详：我中华，原是个，有名大国；不比那，弹丸地，僻处偏方。论方里，四千万，五洲无比；论人口，四万万，世界谁当……”，由于当时中华民国从清政府手中接了被西方列强及东洋大日本帝国掳掠后衰落破败的烂摊子，国破家亡，“数天涯，依然骨肉，几家能够”，民间老百姓从天朝迷梦的幸福生活一落万丈，艺人一唱到这首弹词唱本，“虽目不识丁者，闻之皆泣下”。
1920年，周寿云、舒三和等在长沙坡子街的茶肆坐在戏棚里演唱，开启了固定演唱弹词的新形势。
1930年到1940年，熊伯鹏在长沙的报纸刊物上发布弹词唱本长篇2部，短篇215部，是用长沙话演唱，例如：“打不死的被打死，还得阳的还不得阳……九头鸟变了没头鸟，活阎王去见死阎王”。
中华人民共和国建国后，在文化大革命期间，中华人民共和国政府号召“破四旧”，湖南省禁止演唱湖南弹词，直接导致了这门传统艺术的衰落。
1980年代，邓小平改革开放，湖南弹词松绑解禁，但是随着流行文化，尤其是港台的华语流行音乐的文化入侵，到处矗立着歌舞厅、溜冰场、港台歌星演唱会（场所是贺龙体育馆），湖南弹词淹没在劲歌热舞中，再也没有恢复生机。
2013年4月，“长沙弹词活化石”的国家级传承人彭延坤因肾衰竭送到湖南省人民医院抢救，才未去世，彭延坤的去世就会标志着湖南弹词的失传。

## 流派
湖南弹词的主要有影响力的流派是长沙弹词和益阳弹词，长沙弹词用长沙话演唱，益阳弹词用益阳话演唱，不过也有“益阳弦子长沙腔”的说法，益阳弹词分作“书头、道白、唱词、尾声”四部分，固定句式是七字句，增减字数出现节奏变化，更擅长柔腔和悲腔。

## 乐器
湖南弹词的主要乐器是月琴，指法有“滚、轮、弹、拨、搓、按、扳、揉、打、滑”十字口诀，“八板九腔”的曲体，后来演变为“九板九腔”，“说、噱、弹、唱、表、演”六路。

## 唱本内容
湖南弹词的唱本内容主要是中国历史和文学，多数是从章回小说改编的。值得注意的是，湖南弹词没有曲谱记录，唱腔和唱词都是通过师傅徒弟口口相传，唱本有文字记录。

## 相关延续
中华人民共和国政府给予“国家级”非物质文化遗产传承人每1年1万元人民币的资助。湖南省“省级”非物质文化遗产传承人每1年3000元人民币资助。
2007年至2013年，“国家级”非物质文化遗产传承人在湖南省境内76人，其中，滩头年画传承人钟海仙、李咸陆已经去世，由钟海仙妻子高腊梅接替担任传承人；宝庆竹刻传承人曾剑潭已经去世；土家族打溜子传承人罗士碧已经去世；土家族茅古斯舞传承人彭英威已经去世；侗族傩戏传承人龙子明已经去世；辰州傩戏传承人李福国已经去世，并且没有接替的传承人，即辰州傩戏已经失传；踏虎凿花传承人邓兴隆已经去世。
除土家族打溜子、土家族茅古斯舞目前被土家族族人保存并且延续较好，其他各湖南省非物质文化遗产都将面临失传，包括湖南弹词。